# میلاد حاتمی
میلاد حاتمی یک چهره مشهور اینستاگرامی و یکی از متهمان گردانندگان شبکه قمار و پولشویی در ترکیه بود.

## زندگی
میلاد حاتم‌آبادی فراهانی معروف به میلاد حاتمی، متولد ۱۳۶۰ در تهران است. او به همراه همسر و فرزندش در ترکیه زندگی می‌کرد. او در اینستاگرام بیش از ۴ میلیون دنبال‌کننده داشت و در شبکه‌های اجتماعی از زندگی خود، گزارش می‌فرستاد. او مدت‌ها در صفحه خود، سایت‌های قمار و شرط‌بندی را تبلیغ می‌کرد. فعالیت اصلی او در عرصه کازینو و قمار بود. حاتمی و همسرش به صورت پناهنده در ترکیه زندگی می‌کردند و قصد داشتند تا با خرید خانه، تابعیت ترکیه را کسب کنند.
حاتمی از همکاران امیرشقاقی، دیگر متهم پولوشویی محسوب می‌شد. او یک مرتبه به خاطر استفاده غیرقانونی از ماشین پلیس و انتشار فیلم از این اقدام، توسط پلیس ترکیه بازداشت شده بود. حاتمی در یک ویدیو که از محسن افشانی منتشر کرده بود، او را وادار کرد تا به خاطر انتشار پست‌ها و مطالبی علیه او و خانواده‌اش، اظهار پشیمانی کند.

### بازداشت در سال ۱۳۹۹
حاتمی در دی ماه ۱۳۹۹ توسط اینترپل در ترکیه بازداشت شد. نام رسمی او در لیست قرمز پلیس اینترپل نیست و دلیل بازداشت او توسط پلیس ترکیه مشخص نشده است. او در ۱۹ اسفند همان سال به ایران مسترد شد. همسر حاتمی مدعی شد که وی در مبادله زندانیان بین ایران و ترکیه، به ایران مسترد شده است. اتهامات اولیه‌ای که توسط رسانه‌ها به او وارد شده بود، «کلاهبرداری، کسب ثروت با روش‌های غیراخلاقی و ترویج بی‌اخلاقی» بود. رئیس پلیس بین‌الملل ناجا، اتهام حاتمی برای استرداد را اغفال نوجوانان ۱۵ تا ۱۷ ساله اعلام کرد.
در شهریور ۱۴۰۰، صدا و سیمای جمهوری اسلامی ایران، در مستندی با عنوان شاخ، اعتراف‌های میلاد حاتمی را پخش کرد که به عقیده بسیاری، به اجبار از وی اخذ شده بود. وکیل حاتمی، پخش گزینشی اعترافات او را مدعی شد. «مرکز بررسی جرایم سازمان یافته سایبری» زیر نظر سپاه پاسداران جمهوری اسلامی ایران نیز در بیانیه‌ای که در همان ماه منتشر کرده بود، حاتمی را به «فعالیت تبلیغی علیه نظام»، «توهین به مقدسات اسلامی»، «روابط نامشروع»، «نشر محتوای مبتذل و مستهجن در فضای مجازی»، «تجاهر به فسق»، «دعوت مردم، به ویژه نوجوانان و جوانان به فساد و فحشا»، «عضویت در شبکه سازمان یافته قمار»، «کلاه‌برداری»، «پول‌شویی» و «کسب درآمد از محل نامشروع» متهم کرده بود.
پرونده میلاد حاتمی در دادگاه‌های ایران مورد بررسی قرار گرفت. بنابر اعلام مرکز رسانه قوه قضاییه ایران در روز پنج‌شنبه، ۲۳ تیر ۱۴۰۱، کیفرخواست حاتمی با اتهام «افساد فی‌الارض» صادر و به شعبه ۱۵ دادگاه عمومی و انقلاب تهران ارجاع داده شده است. اتهام او در این پرونده، «افساد فی‌الارض از طریق اشاعه فساد به صورت گسترده و اخلال در نظام پولی و ارزی کشور حداقل به مبلغ بیش از نیم میلیون دلار (۵۵۰ هزار و ۲۹۰ دلار) و پولشویی به همین میزان و دایر کردن مرکز قمار و تشویق به فساد» اعلام شده است. دادگاه‌های حاتمی به ریاست قاضی صلواتی برگزار می‌شد. در آخرین کیفرخواست صادره برای حاتمی، عناوین اتهامی او «افساد فی‌الارض از طریق اشاعه فساد به صورت گسترده، اخلال در نظام پولی و ارزی از طریق خروج مبالغی از سیستم پولی کشور به مراکز قمار و تبدیل آن به ارز به خارج از کشور، دایر کردن مرکز قمار، تشویق به فساد با توجه به اقدامات مخرب در فضای مجازی و گسترش بی‌بند و باری، اقدامات ضد اخلاقی و ضد انسانی» آمده است. در کنار نام او در این کیفرخواست، ۲۱ نام دیگر نیز وجود دارد. برخی رسانه‌ها خبر از محکومیت او به اعدام را منتشر کردند که توسط وکیل او تأیید نشد.
در ۲۶ اسفند ۱۴۰۲، وکیل حاتمی از نوشتن توبه‌نامه توسط موکلش خبر داد.

## برای مطالعهٔ بیشتر
- پخش اعترافات میلاد حاتمی در صدا و سیما